# خزش کوبل

دیاگرامی از نحوه حرکت اتم‌ها و حفرات روی مرزهای دانه تحت عنوان خزش کوبل

خزش کوبل، نوعی خزش انتشار ( نفوذی)، مکانیزمی برای تغییر شکل جامدات بلوری است. خزش کوبل در تضاد با سایر مکانیزم های خزش انتشار ، شبیه خزش Nabarro-Herring است از این جهت که در سطوح تنش کمتر و دمای بالاتر از مکانیزم های خزش با استفاده از سر در رفتگی در رفت غالب است. خزش کوبل از طریق انتشار اتمها در یک ماده در امتداد مرز دانه اتفاق می افتد. این مکانیزم در پلی کریستال ها یا در امتداد سطح در یک کریستال مشاهده می شود که جریان خالصی از مواد و کشویی مرز دانه ها را تولید می کند.
رابرت ال. کوبل ابتدا نظریه خود را درباره چگونگی خزش مواد از مرزهای دانه و در دمای بالا در آلومینا گزارش کرد. در اینجا او به طرز مشهوری متوجه مکانیسم خزش متفاوتی شد که بیشتر به اندازه دانه بستگی داشت. میزان کرنش در ماده ای که خزش Coble را تجربه می کند به شکل زیر بدست می آید:
{\displaystyle {\partial \epsilon _{c} \over \partial t}={A_{c}}{\sigma ' \over \ d^{3}}{\sigma \Omega  \over KT}{D_{0}}{e^{-(Q_{m}+Q_{f})/KT}}}
که در آن {\displaystyle A'}
ضریب هندسی {\displaystyle A_{c}}،
تنش اعمالی σ،
میانگین قطر دانه d،
عرض مرز دانه δ،
انرژی شکل‌گیری مرز {\displaystyle Q_{f}}،
انرژی فعالسازی نفوذ روی مرزها {\displaystyle Q_{m}}،
ثابت بولتزمن K،
دما بر حسب کلوین T،
حجم اتمی ماده Ω.

## استخراج
خزش Coble ، مکانیزم انتشار ، توسط یک شیب غلظت خالی (یا جرم) هدایت می شود. تغییر در غلظت جای خالی {\displaystyle \Delta C} از مقدار تعادل آن {\displaystyle C_{0}} به‌صورت زیر داده میشود:
{\displaystyle \Delta C=C_{0}{\frac {\sigma \Omega }{kT}}}
این را می توان با اشاره به {\displaystyle \Delta C\propto C_{0}e^{\sigma \Omega /kT}-C_{0}e^{-\sigma \Omega /kT}} مشاهده کرد و در نظر گرفتن یک انبساط دمای بالا ، جایی که اولین اصطلاح در سمت راست غلظت جای خالی ناشی از تنش کششی و ترم دوم غلظت ناشی از تنش فشاری است. این تغییر غلظت عمود بر محور تنش اعمال شده رخ می دهد ، در حالی که به موازات تنش تغییری در غلظت جای خالی ایجاد نمی شود ( به دلیل اینکه استرس برطرف شده و کار صفر است).
ما با فرض یک دانه کروی ادامه می دهیم تا با مشتق خزش Nabarro-Herring سازگار باشیم؛ با این حال ، ثابت های هندسی را به یک ثابت تناسب جذب خواهیم کرد {\displaystyle A} اگر غلظت جای خالی دانه را تحت تنش کششی اعمال شده در نظر بگیریم ، توجه خواهیم کرد که غلظت خالی بیشتری در خط استوا (عمود بر تنش اعمال شده) نسبت به قطب ها وجود دارد (به موازات تنش اعمال شده).
بنابراین ، یک شار جای خالی بین قطب ها و خط استوا دانه وجود دارد. شار جای خالی توسط قانون اول فیک در مرز داده می شود: ضریب انتشار {\displaystyle D_{v}} برابر شیب غلظت جای خالی. برای شیب، مقدار متوسط ارزش داده شده {\displaystyle \Delta C/(\pi R/2)} را می گیریم. جایی که اختلاف غلظت کل را بر طول قوس بین استوا و قطب تقسیم کرده و سپس در عرض مرز{\displaystyle \delta '} و طول {\displaystyle 2\pi R} آن ضرب کرده ایم.
{\displaystyle J_{v}=A'D_{v}{\frac {\Delta C}{\pi R/2}}\delta '(2\pi R)}
که در آن {\displaystyle A'} یک ثابت تناسب است. از اینجا، ما توجه داریم که میزان صدا تغییر می کند  {\displaystyle \pi R^{2}dR/dt} به دلیل شایع بودن جای خالی از منبع منطقه {\displaystyle \pi R^{2}} شار جای خالی است {\displaystyle J_{v}} بار حجم اتمی {\displaystyle \Omega }:
{\displaystyle J_{v}\Omega =\pi R^{2}dR/dt=\pi R^{3}{\dot {\epsilon }}}
جایی که برابری دوم از تعریف نرخ کرنش ناشی می شود:{\displaystyle {\dot {\epsilon }}=(1/R)(dR/dt)} از اینجا می توان میزان فشار را خواند:
{\displaystyle {\dot {\epsilon }}_{C}={\frac {J_{v}\Omega }{\pi R^{3}}}=AD_{v}\Delta C\Omega {\frac {\delta '}{R^{3}}}=AD_{GB}{\frac {\sigma \Omega }{kT}}{\frac {\delta '}{R^{3}}}}
که در آن {\displaystyle A'\rightarrow A} ثابت ها و نفوذ پذیری جای خالی را از طریق مرز دانه جذب می کند {\displaystyle D_{GB}=D_{v}C_{0}\Omega }.

## مقایسه با سایر مکانیزم‌های خزش

### خزش نابارو-هرینگ
خزش کوبل و Nabarro-Herring مکانیسم های نزدیک به هم هستند. آنها هر دو فرایند انتشار هستند ، که توسط یک گرادیان غلظت یکسان از جای خالی هدایت می شوند، در دمای بالا، محیط کم تنش رخ می دهد و مشتقات آنها مشابه است. برای هر دو مکانیزم ، نرخ کرنش {\displaystyle {\dot {\epsilon }}} با تنش اعمال شده متناسب است {\displaystyle \sigma } و وابستگی دمایی نمایی وجود دارد. تفاوت این است که برای خزش کوبل ، حمل و نقل جرم در امتداد مرز دانه اتفاق می افتد، در حالی که برای Nabarro-Herring انتشار از طریق بلور رخ می دهد. به همین دلیل ، خزش Nabarro-Herring وابستگی به ضخامت مرز دانه ندارد و وابستگی ضعیف تری به اندازه دانه دارد {\displaystyle d}.در خزش نابارو-هرینگ نرخ کرنش با معکوس مربع قطر دانه متناسب است و بر خلاف خزش کوبل که وابسته به معکوس مکعب قطر دانه است. هنگام در نظر گرفتن نرخ خالص خزش نفوذی برای هر دوی این مکانیزم‌ها، مجموع هر دو نرخ نفوذی مهم است، زیرا در یک فرایند موازی کار می‌کنند. در حالت کلی انرژی فعال سازی خزش نابارو-هرینگ  با این انرژی در خزش کوبل متفاوت است. از این موضوع می‌توان در تشخیص این که کدام مکانیز در آن شرایط غالب است استفاده کرد. برای مثال،انرژی فعال سازی برای صعود نابجایی  مانند نابارو-هرینگ است، پس با مقایسه  وابستگی دما به تنشهای بالا و پایین، می‌توان تعیین کرد که آیا خزش کوبل غالب است یا خزش نابارو-هرینگ. دانشمندان معمولاً از این روابط برای تعیین اینکه کدام مکانیزم در یک ماده غالب است استفاده می‌کنند؛ با تغییر دادن اندازه دانه و اندازه‌گیری تأثیر آن روی نرخ کرنش، آنها می توانند مقدار n را در dⁿ {\displaystyle \varpropto } Ɛ تعیین کرده و همین‌طور غالب بودن خزش کوبل یا نابارو-هرینگ را نتیجه  بگیرند.

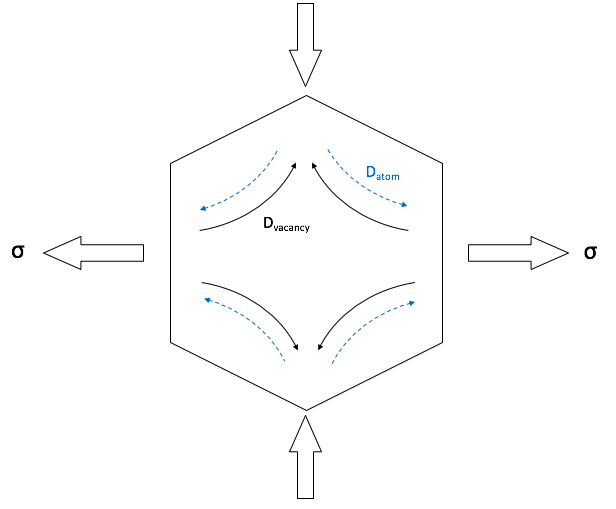
دیاگرامی از نحوه حرکت اتم‌ها و حفرات تحت عنوان خزش نابارو-هرینگ

#### خزش نابجایی
تحت تنش متوسط تا زیاد ، مکانیسم خزش غالب در تنش اعمال شده دیگر خطی نیست. خزش نابجایی را  که گاهی خزش قانون توانی نیز می گویند،(PLC) ، وابستگی قانون توانی از 3 تا 8 با تنش اعمال شده دارد. حرکت دررفتگی مربوط به ساختار اتمی و شبکه ای کریستال است ،بنابراین مواد مختلف به تنش واکنش متفاوتی نشان می دهندبرخلاف خزش Coble که همیشه خطی است. این باعث می شود که دو مکانیزم با یافتن شیب لگاریتمی تنش و نرخ کرنش به راحتی قابل شناسایی باشند. سعود نابجایی و خزش کوبل هر دو باعث لغزش مرز دانه می شوند.

##### نقشه مکانیسم تغییر شکل
برای درک رژیم های دما و تنش که خزش Coble برای یک ماده غالب است ، نگاهی به نقشه های مکانیسم تغییر شکل مفید است. این نقشه ها یک تنش نرمال شده در مقابل یک دمای نرمال شده را ترسیم می کنند و در جایی که مکانیسم های خاص خزش برای یک ماده داده شده و اندازه دانه غالب هستند ، ترسیم می شوند (بعضی نقشه ها از یک محور سوم تقلید می کنند تا اندازه دانه را نشان دهند). این نقشه ها فقط باید به عنوان راهنما مورد استفاده قرار گیرند ، زیرا براساس معادلات ابتکاری ساخته شده اند. این نقشه ها برای تعیین مکانیزم خزش هنگامی که تنش ها و دما برای یک برنامه کاربردی جهت هدایت طراحی مواد شناخته شده اند ، مفید هستند.

###### لغزش مرز دانه

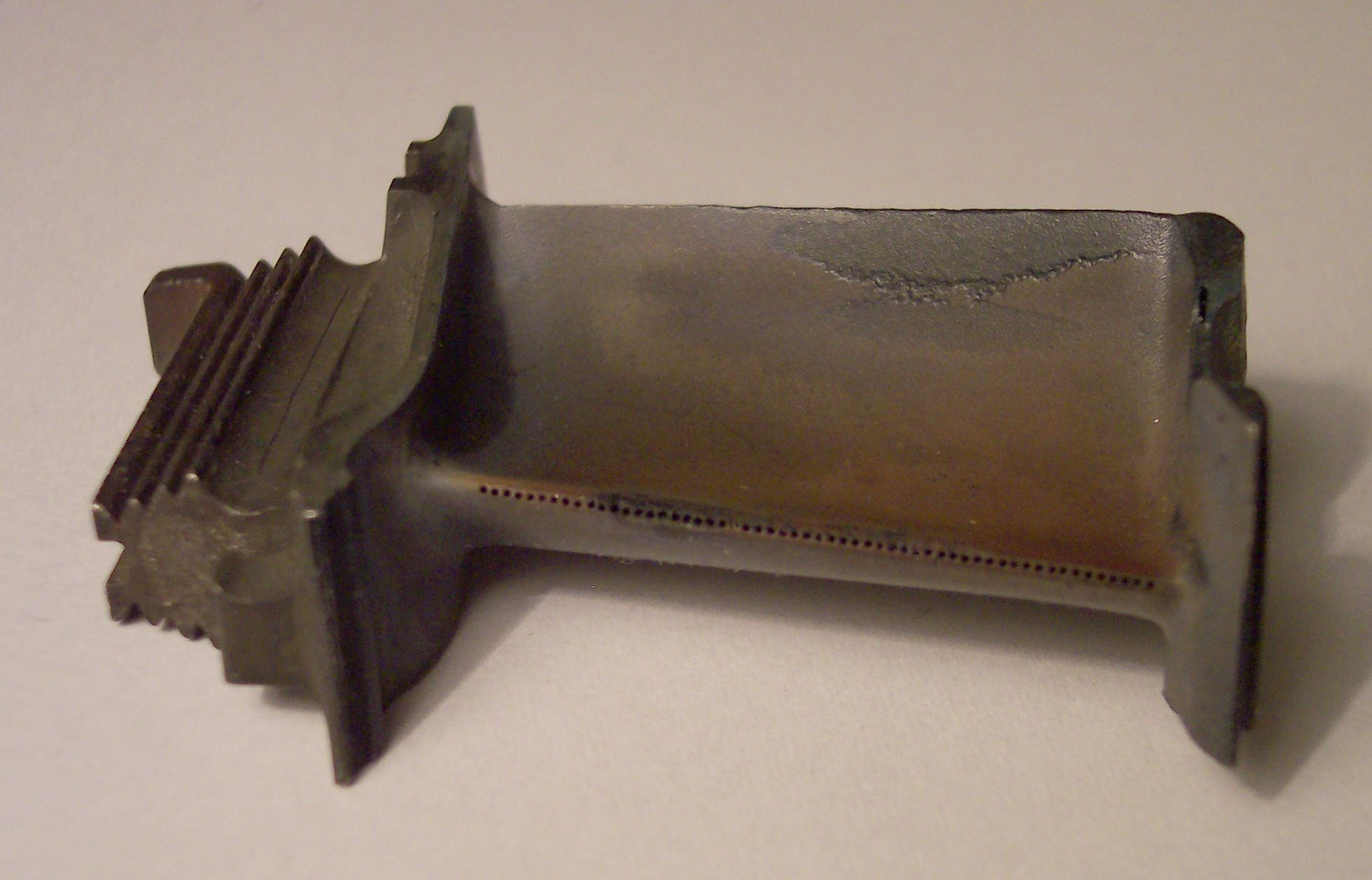
موادی که در دمای بالا کار می‌کنند، مانند ابرآلیاژ نیکل در پره توربین موتور جت (RG199)، باید توانایی تحمل خزش‌های غالب در دماهای بالا مانند خزش کوبل و نابارو-هرینگ را داشته باشند.

از آنجا که خزشCoble  شامل حمل و نقل انبوه در امتداد مرزهای دانه است ، شکاف یا حفره بدون مواد مناسب در داخل مواد ایجاد می شود. لغزش مرز دانه فرایندی است که طی آن دانه ها حرکت می کنند تا از جدا شدن در مرز دانه جلوگیری کنند. این فرایند معمولاً در مقیاس های زمانی به‌طور قابل توجهی سریعتر از انتشار جرم اتفاق می افتد (مرتبه ای سریعتر). به همین دلیل ، میزان لغزش مرز دانه به‌طور معمول برای تعیین فرایندهای ماده بی ربط است. با این حال ، برخی از مرزهای دانه ، مانند مرزهای منسجم یا جایی که ویژگی های ساختاری از حرکت مرز دانه جلوگیری می کنند ، می توانند سرعت لغزش مرز دانه را تا جایی که باید مورد توجه قرار گیرد ، کاهش دهند. فرایندهای اساسی لغزش مرز دانه همان فرایندهای ایجاد خزش انتشار است.
این مکانیسم در اصل توسط اشبی و ورال در سال 1973 به عنوان خزش سوئیچینگ دانه پیشنهاد شده است. [5] این قابل رقابت با خزش Coble است. با این حال ، سوئیچینگ دانه در تنش های بزرگ غلبه خواهد کرد در حالی که خزش Coble در تنش های کم غالب است.
این مدل نرخ کنش را با فشار آستانه سوئیچینگ دانه پیش بینی می کند. {\displaystyle 0.72{\gamma  \over d}}
{\displaystyle {\epsilon _{{\dot {G}}S}}\varpropto {\Omega  \over KT}{\delta 'D_{GB} \over d^{3}}{(\sigma -{0.72\gamma  \over d})}}
رابطه با خزش Coble با مشاهده اصطلاح اول مشخص است که به ضخامت مرز دانه و اندازه دانه معکوس مکعب بستگی دارد.